# Momolu Duwalu Bukele
Momolu Duwalu Bukele (parfois connu sous le nom de Momolu Duala Bukare, ou orthographié Mɔmɔlu Duwalu Bukɛlɛ ; 30 septembre 1788 - 1er octobre 1888) est un néographe, connu pour être l'inventeur du syllabaire vaï utilisé pour écrire la langue vaï, langue parlée au Libéria - le vaï est l'une des nombreuses langues africaines à avoir développé son propre système d'écriture.
On pense que Bukele a inventé son syllabaire vers 1833, bien que des dates antérieures à 1815 aient été avancées. Selon Ayodeji Olukoju, l'invention daterait plus certainement d'après 1819, quand Bukele retourna vivre dans les terres intérieures du Libéria après un séjour sur la côte. Le syllabaire est censé lui avoir été révélé dans un rêve, et également communiqué à des amis et des anciens de sa tribu.
Olukoju soutient cependant que l'idée originale lui serait venue de son expérience d'alphabétisation sur la côte du Libéria alors qu'il y résidait, et que l'expérience visionnaire décrite peut avoir découlée d'une période de travail intense sur cette idée de syllabaire dédié. Tuchscherer et Hair (2002) ont présenté des preuves que la visualisation du syllabaire cherokee a pu faire partie du processus de création. Des migrants des États-Unis, en partie Cherokee, vivaient sur la côte du Libéria.
Après la création du syllabaire, Bukele et ses partisans ont créé une école à Dshondu pour enseigner le système, et d'autres écoles ont rapidement suivi à Bandakoplo, Mala et ailleurs.